# José María Gurría Urgell
José María Gurría Urgell (Pichucalco, Chiapas, el 6 de agosto de 1889 - Ciudad de Veracruz el 25 de agosto de 1965) fue un abogado, catedrático y poeta mexicano. 
Siendo un recién nacido su familia se trasladó a San Juan Bautista (hoy Villahermosa), Tabasco. En esta ciudad realizó sus primeros estudios; posteriormente, en la Ciudad de México, inició sus estudios en la carrera de Licenciado en Derecho en la Escuela Nacional de Jurisprudencia (Facultad de Derecho a partir de 1955) de la Universidad Nacional de México (hoy, Universidad Nacional Autónoma de México) y, a partir de 1912 en la Escuela Libre de Derecho de la cual fue uno de los fundadores.

## Estudios y docencia
En 1950 obtuvo el grado de doctor en Derecho. Fue catedrático en la UNAM (1923–1964) y en el Instituto Tecnológico de México; miembro de la Barra de Abogados; presidente en la Comisión encargada de redactar el Proyecto de Reformas al Código de Comercio y, desde 1929, de la Comisión de Ajustes de la Deuda Pública. En 1959 fue rector de la Universidad Juárez Autónoma de Tabasco.

## Política
En la mañana del 8 de mayo de 1943, pronunció un discurso en la tercera Convención Nacional del Partido Acción Nacional titulado Retorno al Campo.

## Obra
José María Gurría Urgell, además de publicar artículos y estudios sobre problemas públicos y económicos en revistas y diarios de la capital y la provincia, fue uno de los pocos poetas contemporáneos que escribió romances; en Romancero del Santuario recrea la vida y costumbres de la finca familiar. La importancia que da al paisaje y colorido tropicales recuerda la obra de Carlos Pellicer.
Cuando ya tenía 50 años se dedica a escribir la obra poética que integra una recopilación de romanceros. Cronológicamente escribió el "Romancero del Santuario" en honor a la finca del Estado de Tabasco en donde vivió su juventud. Más tarde escribió los romanceros "Tabasco", "Grijalva" y "Pichucalco". Posteriormente, el "Romancero del Recuerdo", "Romance de los tres Dioses" y "Romancero de Veracruz". Finalmente fue publicada la "Antología del Recuerdo". Las cuatro últimas son obras póstumas. Falleció en la Ciudad de Veracruz el 25 de agosto de 1965.
En 1993 se editan en ocho volúmenes su obra poética mencionada, bajo los auspicios de los Gobiernos de Tabasco y Chiapas de forma conjunta. Del volumen #4 "Romancero de Pichucalco" que consta de 26 "Romances".